# Matsumoto Ayumu
Ayumu Matsumoto (sinh ngày 28 tháng 4 năm 1998) là một cầu thủ bóng đá người Nhật Bản.

## Sự nghiệp câu lạc bộ
Ayumu Matsumoto đã từng chơi cho Gamba Osaka.